# الکساندرا بارووا
الکساندرا بارووا (انگلیسی: Alexandra Bíróová؛ زادهٔ ۱۳ ژوئیهٔ ۱۹۹۱) بازیکن فوتبال اهل اسلواکی است.
از باشگاه‌هایی که در آن بازی کرده‌است می‌توان به باشگاه فوتبال داک ۱۹۰۴ دونایسکا استردا اشاره کرد.
وی همچنین در تیم ملی فوتبال Slovakia بازی کرده‌است.